# Richard Greene

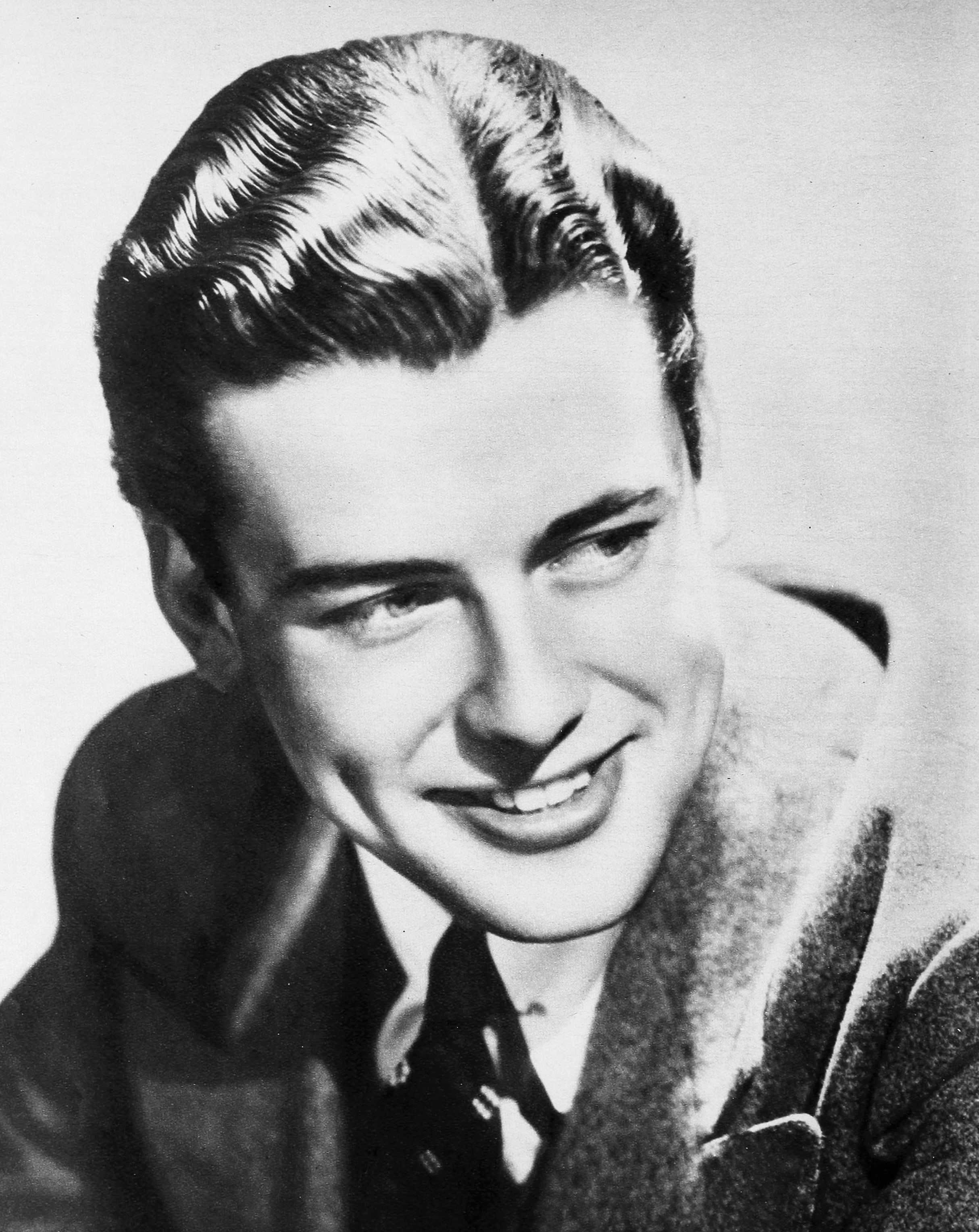
Richard Greene.

Richard Greene, född 25 augusti 1918 i Plymouth, England, död 1 juni 1985 i Norfolk, England, var en engelsk skådespelare. På 1930-talet hade han en kort karriär i Hollywood. Greene är dock mest känd för rollen som Robin Hood i den brittiska TV-serien The Adventures of Robin Hood under åren 1955-1960.

## Filmografi, urval
- 1938 – Fyra män och ett löfte
- 1939 – Baskervilles hund
- 1939 – Lilla prinsessan
- 1939 – Mannen som kom tillbaka
- 1947 – Alltid Amber
- 1949 – Det hände på Capri
- 1949 – Solfjädern
- 1950 – Det farliga spelet